# Sabulodes depile
Sabulodes depile är en fjärilsart som beskrevs av Frederick H. Rindge 1978. Sabulodes depile ingår i släktet Sabulodes och familjen mätare. Inga underarter finns listade.